# Christian Cuch
Christian Cuch (* 25. Oktober 1943 in Castillon-de-Castets; † 17. August 2014 in Bordeaux) war ein französischer Radrennfahrer und nationaler Meister im Radsport.

## Sportliche Laufbahn
Cuch war Bahnradsportler und auch im Straßenradsport aktiv. Er war Teilnehmer der Olympischen Sommerspiele 1964 in Tokio. Die französische Mannschaft mit Robert Varga, Christian Cuch, Joseph Paré und Jacques Suire schied in der Mannschaftsverfolgung in der Qualifikation im Lauf gegen die Sowjetunion aus.
Bei den UCI-Bahn-Weltmeisterschaften 1962 wurde er mit dem Bahnvierer 5., 1963 4. in der Mannschaftsverfolgung. Bei den Mittelmeerspielen 1963 holte er in der Einerverfolgung die Goldmedaille, in der Mannschaftsverfolgung gewann er Silber.
Im Straßenradsport gewann Cuch 1963 die nationale Meisterschaft im Mannschaftszeitfahren mit Jean Arzé, Michel Bocquillon, Alain Vera und Michel Bechet. 1965 gewann dieses Team den Titel erneut.